# Krtica (agent)
Krtica (engleski mole; ruski крот) ili agent spavač je izraz koji u obavještajnom žargonu označava osobu koja se "infiltrirala", odnosno došla na visoku ili odgovornu poziciju u nekoj organizaciji s koje tajno dostavlja povjerljive podatke vlastima ili suparničkoj organizaciji. Krtica može biti za to posebno odabrani i uvježbani agent, ali i doušnik koji to čini iz različitih motiva (koristoljublje, ucjena, strah od progona, svjetonazor i sl.). Izraz je u široku upotrebu ušao nakon što ga je bivši britanski obavještajac John le Care iskoristio u svom romanu Tinker, Tailor, Soldier, Spy iz 1974. tvrdeći da sličnu terminologiju koriste sovjetske tajne službe.
Izraz "krtica" se otada koristio za agente u vrhovima suprostatvljenih strana hladnog rata, najčešće ličnosti koje su bile na vodećim ili odgovornim položajima obavještajnih ili sigurnosnih službi. Najpoznatije zapadne krtice su bili sovjetski vojni obavještajac Oleg Penkovski i šef KGB-ovog londonskog biroa Oleg Gordijevski; najpoznatije sovjetske krtice su, pak, bili britanski obavještajci poznati kao Petorice iz Cambridgea, odnosno CIA-in agent Aldrich Ames i agent FBI Robert Hanssen.